# جامعة الحكمة (العراق)
جامعة الحكمة وهي جامعة أهلية كانت في بغداد وتأسست في عام 1956 من قبل الآباء اليسوعيون القادمون من أقليم نيو إنجلاند. وكانت تَقع في منطقة الزعفرانية على المشارف الجنوبية لبغداد. ولقد سيطرت حكومة العراق على الجامعة، وضمّتها إلى جامعة بغداد، بقرار مجلس قيادة الثورة رقم 342 في عام 1969، وتم دمج كلياتها بـجامعة بغداد، وخَرجت الجامعة سابقا قرابة 1900 طالب من الجامعة.

## التاريخ

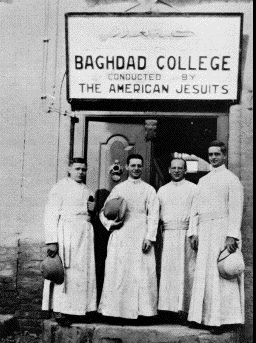
الآباء اليسوعيين الأمريكيين الأربعة المؤسسين لكلية بغداد

في عام 1929 وبطلب من بطريرك الكلدان الكاثوليك في بغداد وبتوجيه من البابا بيوس الحادي عشر، أرسل مجموعة من أربعة آباء يسوعيين أمريكيين إلى بغداد وأسسوا كلية بغداد كمدرسة ثانوية للبنين عُرفت بـ"BC on the Tigris" من قبل الآباء وتعتبر أقدم مَدرسة عَراقية وآسيوية.
وبعد تأسيس كلية بغداد ونجاح هذه التجربة وتطويرها من قبل الآباء اليسوعيين، بدء الآباء اليسوعيين يتسلمون طلبات من عوائل الطلاب طالبوا فيها بإنشاء مؤسسة للتعليم العالي وبدأ الآباء اليسوعيين بتنفيد هذه الفكرة.
وفي عقد الخمسينات أصبحت الكلية مؤهلة تماماً لإدارة مؤسسة جامعية لما فيها من كوادر تدريسية وإدارية فقدم الأب توماس هسي اليسوعي رئيس كلية بغداد طلبا إلى وزارة المعارف العراقية (وزارة التربية العراقية حالياً) في نيسان من عام 1955 منح كلية بغداد الإذن الرسمي للبدء بالتعليم العالي ويكون التَدريس 4 سنوات ينتهي بمنح المتخرج فيها درجة البكالوريوس، ووافقت الوزارة في الخامس من مايس، وفي الثلاثين من حزيران سنة 1956 حيث حصلت الموافقة على تسمية المؤسسة بـجامعة الحكمة وجاء اختيار هذا الأسم تيمناً بـبيت الحكمة وهو مركز ثقافي قديم أسس في زمن الدولة العباسية في بغداد.
ولقد حَضت جامعة الحكمة بالإعجاب والدعم من المملكة العراقية وخصوصاً رئيس الوزراء العراقي نوري السعيد الذي أعطى أرض حكومية ثمنها مليون دينار مساحتها 272 دونم من الأراضي لبناء الجامعة في منطقة الزعفرانية.
وعين الآباء اليسوعيين الأب جوزيف الراين اليسوعي رئيساً لجامعة الحكمة والتي بدأت الدراسة فيها فعلياً عام 1956، وفي تشرين الثاني سنة 1957 وضع الحجر الأساس للجامعة في منطقة الزعفرانية، وأنجز العمل فيها عام 1959 والذي شهد أنتقال الجامعة إليها بصورة كاملة.

### حل الجامعة
وبعد ثورة 17 تموز 1968 وأستلام حزب البعث العراقي الحكم في العراق، صدر قانون جامعة الحكمة رقم 190 لسنة 1968، الذي جعل لغة الدراسة من الإنجليزية إلى العربية، ثم صَدر في عام 1969 قرار مجلس قيادة الثورة رقم 342 في عام 1969 بضم جامعة الحكمة إلى جامعة بغداد ودمج كلياتها بجامعة بغداد.
فتحولت أبنية الجامعة إلى معهد التكنولوجيا في منطقة الزعفرانية.

## الكليات
- - تضم الجامعة:-[9]
  - كلية الآداب.
  - كلية الهندسة.
  - كلية التجارة.
  - معهد الدراسات الشرقية.

## فهرس
- Qazanchi, F.Y.M. Academic libraries in Iraq. 1970. Al-Mustansiriya University Review, 1, 158-167
- Qubain, F.I. Education and Science in the Arab World.1966. Baltimore, MD: Johns Hopkins Press
- Zado, V.Y. The General Information Programme (PGI) and developing countries: a case study of Iraq. 1990. PhD thesis, Loughborough University